# 哈工大站
哈工大站是哈尔滨轨道交通1号线的车站，位于中华人民共和国黑龙江省哈尔滨市南岗区曲线街道与花园街道交界介于上夹树街与下夹树街之间的西大直街地下，是在既有“7381”车站位置上的新建车站，本站在2013年9月26日开通使用。
车站以临近哈尔滨工业大学命名。
哈工大站位于西大直街、上夹树街与下夹树街之间。附近有哈尔滨工业大学、哈尔滨市第十九中学、中国农业银行黑龙江分行、百脑汇、教化电子大世界、工大集团、哈特购物广场等，最近的公交车站为教化广场站。

## 结构
哈工大站为侧式站台地下车站。
| 地面              | 出入口 | 1-4出入口 |
| 地下一层          | 站厅   | 客服中心、自动售票机、验票机 |
| 地下二层          | 站台层 | \| 側式 · 開右邊车门 \| \| \| \| \| \| █ 1号线往新疆大街（西大桥） \| \| \| \| █ 1号线往哈尔滨东站（铁路局） \| \| 側式 · 開右邊车门 \| \| \| |
| 側式 · 開右邊车门 |        | |
|                   |        | █ 1号线往新疆大街（西大桥） |
|                   |        | █ 1号线往哈尔滨东站（铁路局） |
| 側式 · 開右邊车门 |        | |

## 车站周边
- 哈尔滨工业大学
- 教化广场

## 外链
- 哈尔滨地铁网哈工大站